# كورد قبرستان

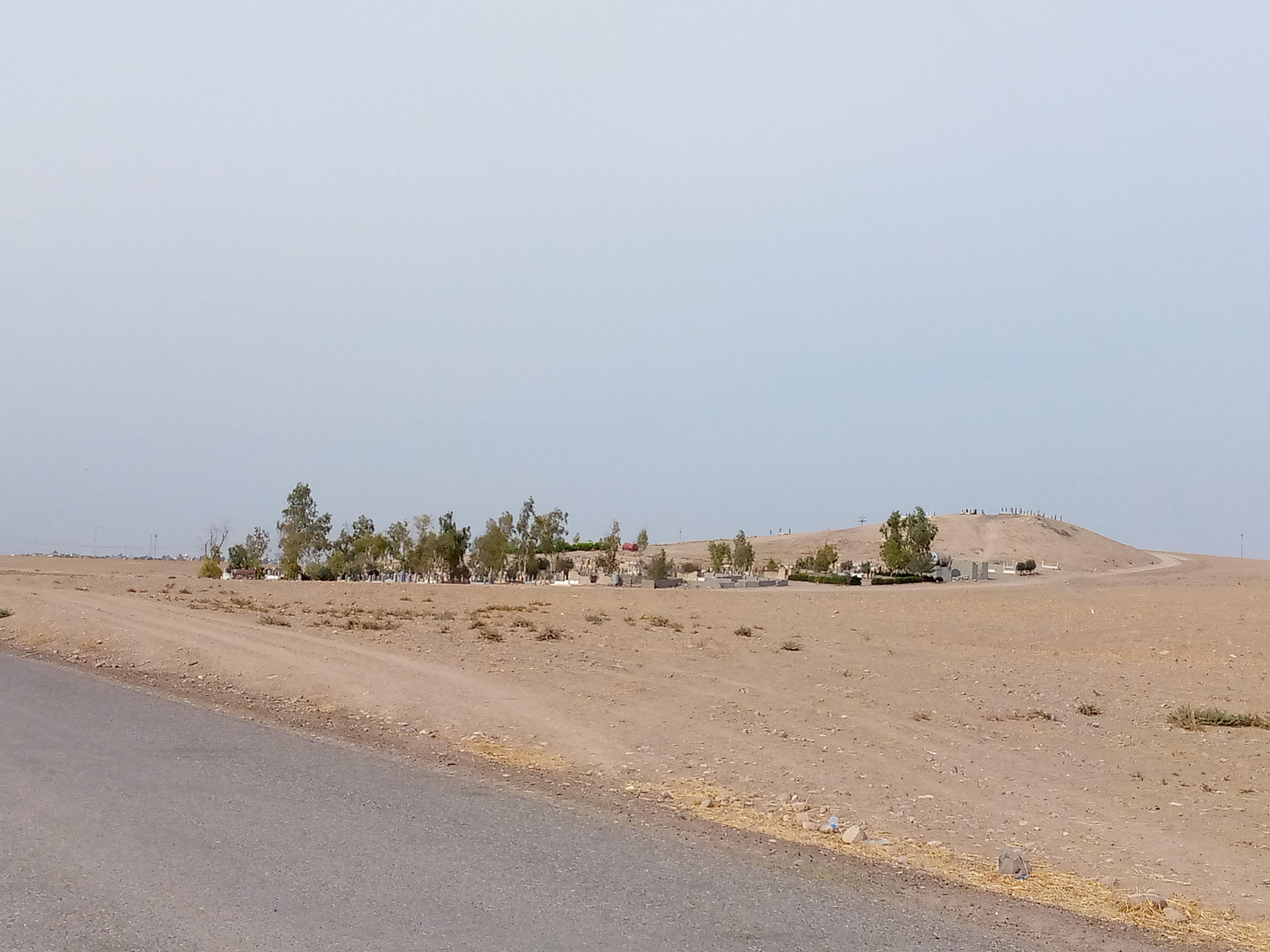
تل كورد قبرستان

كورد قبرستان هو موقع أثري قديم في الشرق الأدنى يقع في محافظة أربيل في إقليم كردستان العراق على بعد 22 كيلومترًا من أربيل شمال شرق العراق. يقع الموقع في منتصف الطريق بين نهري الزاب الكبير والزاب الصغير. تغطي قرية ييدي كيزلار الحديثة الجزء الجنوبي الشرقي من البلدة السفلى. يعود تاريخ هذا الموقع إلى الألف الثالث قبل الميلاد، إلا أنه كان مأهولًا بشكل رئيسي خلال النصف الأول من الألفية الثانية، في فترة السلالة البابلية الأولى. ويعتقد أن هذا الموقع هو موقع مدينة قبرة القديمة. تجري عمليات حفر وتنقيب واعدة في تل بقرتا وقصر شيماموك (كيليزي) المجاورين.

## علم الآثار
حدد مسح إقليمي أجراه قسم مسح الأراضي الأثرية في إربيل بقيادة جيسون أور من جامعة هارفارد الموقع (الموقع 31، كورد قبرستان، سلسلة الاستعلام 397479E\3983250N) من صور الأقمار الصناعية ودراسة للموقع. يبلغ ارتفاع التلة الوسطى البالغة مساحتها 11 هكتارًا (مع مقبرة حديثة عند أعلى نقاطها) 17 مترًا مع بلدة أدنى ترتفع فوق السهل بنحو 3 أمتار. يحوي الموقع منطقة تبلغ مساحتها 118 هكتار، وسور المدينة المحيط (يغطي 105 هكتار) محصن حتى ارتفاع بين متر و3 أمتار ومنطقة محصنة كل 20 مترًا.

## التنقيبات
```
في عام 2013، حصلت جامعة جونز هوبكنز على إذن لبدء العمل الميداني الأثري في تل كورد قبرستان. أقيمت المواسم الميدانية في أعوام 2013، 2014، 2017، 2022 (مع موسم دراسي في عام 2016) برئاسة د. جلين شوارتز والمدير الجيوفيزيائي د. أندرو كريكمور ، ومن أجل تسهيل عمليات التنقيب عن فترتي الاستيطان الرئيسية البرونز الوسيط  والمتأخر، قام الفريق بتقسيم الموقع إلى عدة مناطق :  HM  التل المرتفع (القلعة) ، HMNS   المنحدر الشمالي للتل المرتفع،  HMSS المنحدر الجنوبي للتل المرتفع ،  LTNA  شمال المدينة السفلى ، LTNB  شمال شرق المدينة السفلى ، LTE شرق المدينة السفلى و سور المدينة
[
5
]
```

•	العصر البرونزي المتأخر (العصر الميتاني، حوالي 1500-1300 ق.م) :
اقتصر استيطان العصر الميتاني على HM التل المرتفع، في الخنادق التي تم التنقيب عنها في الأجزاء الشرقية والشمالية والغربية من التل المرتفع، تم العثور على ثلاث طبقات تعود للعصر الميتاني التي كانت تغطيها مدافن لاحقة ( الأخمينية). وقد تم توضيح الطبقات بشكل أفضل في خنادق الجزء الشرقي من التل المرتفع
( HME ؛ الخنادق 3051/5138 و 3044/5133 و 3044/5144 و 3044/5155 ) حيث تضمنت الطبقة الأولى ، بنية سيئة الصيانة ، تشمل العديد من الجدران وأرضيات مغطاة بالجص الجيري ، ومدفنين ، وحفرة كبيرة تحتوي على حطام رماد وأكثر من مائة قوقعة حلزون ، وفي الطبقة الثانية تم العثور على بنية أكثر تماسكًا من الطوب اللبن مع أنظمة الصرف الصحي المصنوعة من أنابيب السيراميك والطوب المحروق ؛ كما تم العثور على ختم أسطواني ميتاني ، والعديد من الأدوات العظمية. كانت الطبقة الثالثة، تضم مبنى، بجدران سميكة من الطوب اللبن، وميزة تشبه الحمام، ومرحاض ونظام تصريف متطور ربما كانت للنخبة السياسية. كما كشفت الحفريات الإضافية جنوب الخندق 3044/5155 خلال عام 2022 عن أربع طبقات (1-4) تعود للعصر الميتاني.
•	العصر البرونزي الوسيط ) العصر البابلي القديم 2000-1600 ق.م ) :
كان التل المرتفع والمدينة السفلى بأكملها من تل كورد قبرستان محتلة في العصر البابلي القديم وتم التخلي عنها ولم تشهد أي سكنى بعد هذا العصر، كانت بقايا العصر البابلي تظهر عادة تحت السطح مباشرة، ومن أجل تحديد فترات احتلال التل المرتفع قبل العصرالميتاني ودراسة التحصينات المحتملة قام الفريق بحفر العديد من الخنادق
- تم حفر خندق متدرج بأبعاد 12 × 20 متراً أسفل منحدر الجزء الشمالي للتل المرتفع HMNS)؛ الخنادق 3154/5072، 3164/5072، و3154/5078)، في الجزء الأعلى من الخندق كان تاريخ الاستيطان الأخير يعود إلى العصر الميتاني وقد عثر على مجموعة من شظايا من الطوب المحروق وأحجار الطحن ذات الوظيفة غير المؤكدة. كما عثر على حفرة دفن مثيرة للاهتمام تحتوي على عظام مفككة لإنسان بالغ وطفل، بالإضافة إلى عظام الأغنام / الماعز وجرة صغيرة، تم العثور مع العظام البشرية على أربعة تماثيل بشرية من الطين المخبوز ولا يعلم أن كان عدد التماثيل تمثل عدد الأفراد المدفونين أو لها أهمية أخرى إحداهن تمثل الإلهة الأم (57) فوق صدرها دبابيس برونزية متقاطعة. ومن الجدير بالملاحظة عثر في هذه المنطقة على لوحة ألعاب خزفية الجزء العلوي منها يشبه وجه الإنسان. أسفل بقايا العصر الميتاني في هذه المنطقة كان هناك هندسة معمارية كبيرة تعود إلى العصر البابلي القديم في رواسب يبلغ ارتفاعها حوالي 4 أمتار . وفي الجنوب عثر على مبنى واسع النطاق مع جدران من الطوب اللبن السميك محفوظة جيدا بارتفاع 3 أمتار، كان المبنى يضم مجموعة من الغرف ذات الجدران السميكة نسبيًا و محفوظة جيدًا، على الرغم من العثور على أجزاء من مواد التسقيف المحترقة في جميع أنحاء المبنى، إلا أنه لم يكن هناك سوى القليل جدًا من المواد في الموقع على الأرضيات وهذا يؤكد على اخلاء المبنى قبل اندلاع الحريق ربما كانت مكاتب للنخبة السياسية ، كما عثر المنقبين على جدار واسع محيط بالتل وبرج مرتفع ، لذلك يبدو أن الاحتلال الرئيسي لهذا الجزء من التل المرتفع يعود للعصر البابلي والذي تضمن تحصينات مهمة بالإضافة إلى مبنى واسع النطاق تعرض للحرق. والجدير بالذكر هنا أنه في عام 2022 في الجزء الشرقي من التل المرتفع HME تحت طبقات (1-4) العصر الميتاني عثر على جدار سميك من الطوب اللبن يعود للعصر البابلي القديم، تم الحفاظ عليه على الأقل بارتفاع 2 أمتار ربما هذا الجدار كان أيضًا جزء من بقايا نظام التحصينات المحيط بالقلعة ، كما عثر على مبنى كبير تعرض للحرق أيضًا،على غرار مبنى الجزء الشمالي للتل المرتفع المذكور أعلاه  .
- على المنحدر الجنوبي (HMSS ؛ الخنادق 2985/5065، 2973/5065) للتل المرتفع ، تم العثور على أربع طبقات ، كانت الطبقة الأولى تضم بقايا ( العصر الإسلامي 636-1700 م ) والطبقة الثانية تضم (مقبرة من العصر الأخميني 539-331ق.م ) أما الطبقة الثالثة فقد اكتشف فيها جزء من بناية والتي كانت تحتوي على جرة من الفخار مُختومة بطبعة ختم أسطواني بابلي قديم باسم "إله الشمس الصاعد" مما يشير إلى أن الطبقة تعود للعصر البابلي القديم أما الطبقة الرابعة فقد تم الحفاظ عليها بشكل أفضل بما في ذلك المباني والمصارف من الطوب اللبن والطوب المخبوز تعود للعصر البابلي القديم ، تضمنت هذه الطبقة أواني خزفية لم تزل في مواقعها الأصلية. كانت المدافن المتطفلة وفيرة في هذا الموقع، ومعظمها يحتوي على القليل من بقايا القطع الأثرية أو لا توجد على الإطلاق، لكن دفن أنثى بالغة يحتوي على العديد من الأشياء يشير إلى منتصف الألف الأول قبل الميلاد، العصر البابلي الحديث / الأخمينية ، وهي مرحلة مهمة موثقة في الحد الأدنى فقط في شمال العراق.
- أسفرت الخنادق المحفورة في شمال المدينة السفلى ) A LTNA؛ الخنادق 4870/3225 و 4870/3217 (، عن طبقتين من العصر البابلي القديم ، تم تسوية الطبقة الأولى وهي مكونة من مرحلتين فرعيتين1a–b) ) تم الحفاظ عليهما بشكل سيء ، وتضمنت الطبقة الثانية غرفا بها أواني فخارية وفيرة ملقاه محطمة في الموقع،مما يشير إلى أن المنطقة قد تم هجرها دون أن يقوم السكان بإزالة محتويات الأوعية الخزفية.
- في شمال شرق المدينة السفلى B (LTNB؛ الخندق (5134/3350: أشارت النتائج الجيوفيزيائية إلى وجود مبنى كبير (قصر؟) بالقرب من سور المدينة مع وفرة في فخار العصر البابلي القديم مما يشير إلى التاريخ المحتمل للمبنى المكتشف، كما كشفت الحفريات عن أربع (1-4) طبقات من العصر البابلي القديم بما في ذلك طبقة بها أوعية خزفية كاملة (مكسورة) وعتبة من الطوب الكبير المحروق مع مقبس باب. عثر في هذه الطبقة على خاتم من الفضة، بالإضافة إلى تمثال خنزير، استمرار أعمال التنقيب في خندق تحت مستوى عتبة الطوب المحروق مكن المنقبين من الوصول إلى التربة البكر، على عمق حوالي 3 أمتار ، الأمر الذي أثبت أن أول استيطان في المدينة السفلى كان يعود للعصر البابلي القديم.
- شرق المدينة السفلى LTE :
حدد القياس المغناطيسي في الجزء الجنوب الشرقي من المدينة السفلى هيكل مبنى ربما يعود لمعبد، يضم ساحتين مربعتين كبيرتين وغرف صغيرة مرتبة حولهما، تبلغ مساحة المبنى حوالي 48 × 88 متراً، يمكننا مقارنة هذا الهيكل بمعبد العصر البابلي القديم في تل الرماح الذي يعود تشييده إلى عهد الملك الآشوري شمشي ـ أدد الأول، والذي يشبه نصف مبنى تل كورد قبرستان من حيث الحجم وتصميم الغرف، كما أن معبد الملك شمشي-أداد الأول للإله آشور في مدينة آشور يشبه أيضًا هيكل معبد تل كورد قبرستان ، على الرغم من أنه يفتقر إلى صف مزدوج من الغرف الخارجية. ومن جنوب بلاد ما بين النهرين نفسها ، يمكن مقارنته مع معبد (إي - ببار) الذي يعود إلى عصر الملك حمورابي في لارسا على الرغم من أنه أكبر من مبنى تل كورد قبرستان ، لها مخطط مماثل مع فناءين محاطين بصف مزدوج من الغرف ، بالنظر إلى هذه المقارنة ، نستنتج أن مبنى تل كورد قبرستان هو معبد من العصر البابلي القديم ، وقد كان الملوك يبنون المعابد أو يعيدون ترميم المعابد القديمة في المناطق المحتلة لتوطيد حكمهم ، بالنظر إلى أوجه التشابه بين معبدي تل الرماح وآشور ، فمن الممكن أن يكون بناء معبد تل كورد قبرستان مثالاً على مثل هذا المشروع الذي بدأه الملك شمشي-أدد الأول في  قَبرا ( صورة رقم 12). إذا كان الأمر كذلك، فإن اختلاف اتجاه المبنى) الشمال الغربي) عن العمارة المحيطة) الشمال الجنوبي) قد يشير إلى فرضه لاحقًا. كما كتبت عالمة آثار الحيوان (جيل ويبر) إلى أن عددا كبيرا من العظام في هذه المنطقة كانت لأغنام /ماعز صغيرة جداً وربما يشير ذلك إلى تقديم الحملان لإله المعبد. كان الاكتشاف المثير للاهتمام في المجموعة السطحية في هذا الموقع هو نحت بارز من العصر البابلي القديم لمتعبد وتمثال صغير لأنثى مجزأ.
- حفريات سور المدينة:
تم تأكيد تاريخ سور المدينة من خلال مواد العصر البابلي القديم البحتة في الخنادق الغارقة بجانب السور (3076/ 4666، 3454/4946)، وقد أظهر القياس المغناطيسي في المدينة السفلى نظام الشوارع والأحياء الكثيفة وسوراً للمدينة يبعد عن مركز التل حوالي (520 م)، يتراوح سمك الجدار من 3.3 متر في الغرب إلى 5.3-7.6 متر في الشمال. به العديد من البوابات والأبراج على الحواف الغربية والشمالية الغربية للمدينة، وحول الزاوية الشمالية الشرقية، والزاوية الجنوبية الشرقية، مع ظهور جدارًا ثانيًا داخليًا مزدوجًا في المنطقة الشمالية ليس من الواضح ما إذا كان هذا الجدار المزدوج يمثل مراحل متعددة، أو توسعًا للمدينة، أو منطقة داخلية مسورة مثل قلعة أو منطقة محمية أخرى. كانت أبراج الجدار الخارجي تتباعد 18-22 متراً، والأبراج الأصغر للجدار الداخلي تتباعد حوالي 10 أمتار.
وقد كتب د. جلين شوارتز عن تشابه هذه السمات مع سمات سور مدينة  قَبرا  الموضحة على لوحة النصر للملك دادوشا والجدير بالذكر هنا أن كلا الملكان دادوشا و إشمي - داغان الأول ادعيا استخدام الأنفاق لتدمير أسوار مدينة  قَبرا ، حفرهم للأنفاق دليل على قوة ومتانة السور الذي كان يحيط بمدينة  قَبرا  وسر مقاومتها، وقد كانت طريقة حفر الأنفاق وسيلة شائعة لغزو المدن في الشرق الأدنى القديم منذ الألف الثاني قبل الميلاد فصاعدًا .